# Gian Galeazzo Sforza
Gian Galeazzo Maria Sforza (Abbiategrasso, Milánói Hercegség, 1469. június 20. – Pavia, Milánói Hercegség, 1494. október 21.), az itáliai Sforza-család tagja, Milánó hatodik hercege 1476 és 1494 között. A tényleges hatalmat kezdetben édesanyja, Savoyai Bona gyakorolta régensként, majd 1481-től nagybátyja, Ludovico Sforza kormányozta a Milánói Hercegséget az ő nevében. II. Alfonz nápolyi király leányával, Aragóniai Izabellával kötött házasságából származott Bona Sforza királyné, I. Zsigmond lengyel király második felesége. 1494-ben, huszonöt éves korában bekövetkezett halálát egyes feltételezések szerint mérgezés okozta, amelyet nagybátyja utasítására hajtottak végre.

## Házassága és gyermekei
Gian Galeazzo 1489 februárjában feleségül vette első-unokatestvérét, az aragóniai Trastámara-házból való Nápolyi Izabellát, II. Alfonz nápolyi király és Ippolita Maria Sforza királyné (Gian Galeazzo apai nagynénjének) leányát. Házasságukból összesen négy gyermek született. Gyermekeik:
- Francesco Sforza (1491–1512), Pavia grófja, apja örököse, lovas balesetben hunyt el húsz éves kora körül
- Ippolita Maria Sforza (1493–1501), Aragóniai Ferdinánd, Calabriai hercegének jegyese, ám fiatalon elhunyt
- Bona Sforza (1494–1557), Bari és Rossano hercegnője, I. Zsigmond lengyel király második felesége
- Bianca Maria Sforza (1495–1496), posztumusz jött világra apja halálát követően, csecsemőkorában meghalt.

## Fordítás
- Ez a szócikk részben vagy egészben  a   Gian Galeazzo Sforza című angol Wikipédia-szócikk fordításán alapul.  Az eredeti cikk szerkesztőit annak laptörténete sorolja fel. Ez a jelzés csupán a megfogalmazás eredetét és a szerzői jogokat jelzi, nem szolgál a cikkben szereplő információk forrásmegjelöléseként.

| Gian Galeazzo Maria Sforza Sforza-család Született: 1469. június 20. Elhunyt: 1494. október 21. |                                                       |                           |
|                                                                                                 |                                                       |                           |
| Előző Galeazzo Maria Sforza                                                                     | Milánó hercege 1476. december 26. – 1494. október 21. | Következő Ludovico Sforza |